# ガクウツギ
ガクウツギ（額空木、学名: Hydrangea scandens）は、関東地方以南に見られる日本原産のアジサイ科アジサイ属の落葉低木。名前にウツギ（空木）の名前が入っているがアジサイのなかまの一種で、アジサイのように萼片が大きくなるが３つの萼片の大きさが異なるのが特徴。

## 特徴
和名「ガクウツギ」の由来は、樹形がウツギに似ており、花序に装飾花をつけることから名づけられている。日当たりのよいところでは、ときに紺色をおびて金属的な光沢を生じることから「コンテリギ（紺照木）」の別名もある。
日本の本州の関東地方以南から九州にかけて分布する。山地の沢沿いなどに生える。
高さは1.5メートル (m) ほどで、分枝して叢生することが多い。樹皮は淡褐色で、浅く縦にはがれる。葉は4 - 7センチメートル (cm) の長さで、縁は浅い鋸歯があり、先端はとがっている。
花期は5月から6月。散房花序は直径7 - 10 cm。装飾花は直径2.5 - 3 cm、萼片は3個、大きさが違い、白色、ときに淡黄色を帯びる。
冬芽は、毛が生えている膜質で薄い芽鱗に包まれているが、枝先につく頂芽の外側の芽鱗は落ちやすい。側芽は枝に対生する。葉痕は心形や三角形で、維管束痕が3個つく。
Hydrangea petiolarisのシノニムで、Hydrangea anomalaの亜種と見なされることもある。